# Mike Smith (Leichtathlet)

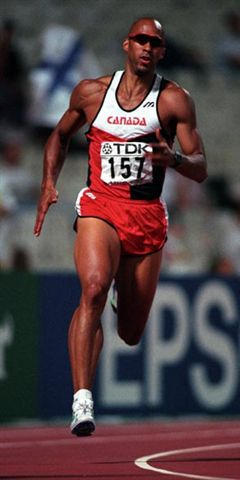
Mike Smith beim 400-Meter-Lauf

Mike Smith (eigentlich Michael Cameron Smith; * 16. September 1967 in Kenora, Ontario) ist ein ehemaliger kanadischer Zehnkämpfer.
Obwohl Smith in seiner Karriere 25 Zehnkämpfe mit einer Punktzahl von 8000 oder mehr bestritt, gelang ihm nie ein großer Sieg. Er stand immer im Schatten von Dan O’Brien, dem wohl besten Zehnkämpfer der 1990er Jahre. Seinen größten Erfolg erzielte er bei den Leichtathletik-Weltmeisterschaften 1991 in Tokio, bei der er hinter O’Brien und vor dem Deutschen Christian Schenk die Vizeweltmeisterschaft mit einer Leistung von 8549 Punkten errang.
Bei den Olympischen Sommerspielen 1992 in Barcelona war er Fahnenträger Kanadas bei der Eröffnungsfeier. Den olympischen Wettkampf musste er nach dem ersten Wettkampftag verletzungsbedingt aufgeben. 1995 wurde er bei den Weltmeisterschaften in Göteborg noch einmal Bronzemedaillengewinner.

## Persönliche Bestleistungen
- Zehnkampf: 8626 Punkte, aufgestellt am 26. Mai 1996 in Götzis
- 100 m: 10,70 s
- Weitsprung: 7,76 m
- Kugelstoßen: 18,03 m
- Hochsprung: 2,14 m
- 400 m: 47,05 s
- 110 m Hürden: 14,24 s
- Diskuswurf: 52,90 m
- Stabhochsprung: 5,20 m
- Speerwurf: 71,22 m
- 1500 m: 4:20:04 min
- Siebenkampf: 6279 Punkte

Eine Zehnkampfwertung aus der Summe der persönlichen Bestleistungen ergäbe 9362 Punkte. Nur Dan O’Brien erzielt mit seinen Einzelleistungen eine höhere Punktzahl.